# Adelaide Kemble
Adelaide Kemble in Sartoris (Londra, novembre 1815 – 4 agosto 1879) è stata una cantante lirica e scrittrice inglese, membro della famosa famiglia teatrale Kemble.

## Biografia
Adelaide Kemble nacque a Londra nel 1815; ultimogenita dell'attore Charles Kemble e di Maria Theresa Kemble, fu sorella minore di Fanny Kemble e John Mitchell Kemble . I suoi studi la videro inizialmente a Londra, dove studiò con John Braham, per poi spostarsi in Italia, dove conobbe il soprano Giuditta Pasta. Il debutto inglese la vide esibirsi a Londra nella Norma di Vincenzo Bellini nel novembre 1841
Nel 1843 sposò il ricco italiano Edward John Sartoris e dopo una breve e luminosa carriera decise di ritirarsi dalle scene. Il figlio, Algernon Charles Frederick Sartoris, sposò il 21 maggio 1874 Nellie Grant, la figlia di Ulysses S. Grant, generale statunitense e poi 18º presidente degli Stati Uniti.
Tra le sue opere letterarie degno di nota è A week in a French Country House, pubblicato come Adelaide Sartoris presso Smith Adler & Co, 1867,